# Катба
Катба́ — архипелаг из 366 островов в составе Вьетнама. Крупнейший остров архипелага также называется Катба. Его площадь — 285 км², население — около 30 000 человек.

## География
Остров Катба находится в заливе Халонг в 115,6 км к востоку от Ханоя. Длина — 21,3 км, максимальная ширина — около 11 км.
Остров довольно скалистый. Имеются пещеры. Наивысшая точка — 331 м. Климат субтропический, влажный. В зимние месяцы часты дожди.
Значительная часть острова покрыта лесом. Всего здесь насчитывается 1561 вид растений, в том числе 406 видов деревьев, а также 279 видов животных. Около острова обнаружено 900 видов морских рыб, 177 видов кораллов, а также морские змеи и черепахи. Наиболее ценный охраняемый вид — местные лангуры. В 2000 году насчитывалось всего 53 особи этого животного.
Остров включён в состав национального парка Катба.

## История
Французские археологи обнаружили на Катбе останки человека современного типа, жившего тут около 6500—4000 лет назад. Учёные выделяют так называемую Халонгскую археологическую культуру, которая существовала на островах архипелага Катба в древний период.
Название острова возникло значительно позже. На картах французской колониальной администрации остров обозначен просто как Ба (вьетн. Bà, буквально «она»). Согласно местному преданию, на островной пляж были выброшены тела трёх убитых принцесс. Туземцы построили в их честь три храма, что и стало поводом для «женственного» названия.
На протяжении веков остров был населён преимущественно вьетнамскими и китайскими рыбаками. Но с XIX века здесь также находились военные посты. В годы Вьетнамской войны в скальных массивах была построена база для возможного убежища лидеров Демократической Республики Вьетнам. Она использовалась до 1975 года. В 1979 году из-за войны с Китаем правительство Вьетнама выселило с острова значительную часть населения, в том числе китайцев.
В 1986 году здесь был создан биосферный заповедник и позже на его основе — национальный парк, который в настоящее время охватывает весь архипелаг Катба. В 2011 году парк был внесён в предварительный список всемирного наследия ЮНЕСКО.

## Инфраструктура
На острове Катба располагается одноимённый город, который является одним из главных центров развития туризма на севере Вьетнама. Здесь действует постоянная паромная переправа.

## Достопримечательности
Катба привлекает туристов несколькими живописными заливами, тремя пляжами на юге, небольшими внутренними озёрами, а также дикой природой внутренней части острова. На одной из окраин у тихой бухты находится поселение рыбаков на воде. Некоторый интерес представляют бывшие военные объекты, в настоящее время открытые для посетителей.